# Wave Master
Wave Master é uma empresa que faz as trilhas sonoras de todos os jogos da empresa Sega.